# Phaeogryllus fuscus
Phaeogryllus fuscus är en insektsart som beskrevs av Bolívar, I. 1912. Phaeogryllus fuscus ingår i släktet Phaeogryllus och familjen syrsor. IUCN kategoriserar arten globalt som starkt hotad. Inga underarter finns listade i Catalogue of Life.